# Vulsini
Vulsini, znan tudi kot vulkan Volsini, vulkansko okrožje Vulsini, vulkanski kompleks Vulsini in Vulsinijsko okrožje, je krožno območje magmatskih kamnin v Laciju, Italija, približno 87 km severovzhodno od Rima, ki vsebuje grozd kalder, za katere je znano, da so bili aktivni ognjeniki v novejši geološki in zgodovinski dobi. Potencialno so še vedno aktivni. Vulsinijsko okrožje je eno od ducatov intruzivnih krožnih regij, manjših od vulsinijskega, razporejenih v pasu od Kampanije preko Lacija, in se imenuje rimska komagmatična pokrajina. Komagmatična pokrajina je geološko območje istega tipa in starosti magmatskih kamnin, ki izhaja iz iste skorjine magme. Rimsko območje je postkolizijsko; to pomeni, da vdori niso bili posledica stranskih napetosti, ki so ustvarile Italijo in dvignile Apenine, ampak so sledili nastanku Italije. Volsinijsko je najsevernejše okrožje.
Vulsini kaldere, na sorazmerno majhni nadmorski višini, pokrivajo približno 2.280 km² in vsebujejo štiri depresije iz pleistocena, znane kot Bolsena, Latera, Vepe in Montefascione kaldere. Zadnja dejavnost se je zgodila leta 104 pr. n. št. Največja, Bolsenska kaldera, ki je široka približno 16 km, je polna vode Bolsenskega jezera, ki izvira predvsem iz globokih vodonosnikov. Takoj proti severozahodu sta kombinirani kaldera Latera in Vepe, približno 8 km do 11 km. Vepe, severno od jezera Mezzano (zelo majhno kratersko jezero zahodno od Bolsenskega jezera) je tako imenovana ugnezdena kaldera; nastala je v prej obstoječi Lateri kalderi. Italijanski cesti SS74 in SS312 sledita obodu od Valentana skozi Latero proti zahodu, nato pa na drugi strani zavijeta pred Mezzano. Poleg tega mala  kaldera Montefiascone, tudi ugnezdena, leži med Montefiasconejem na njenim vzhodnim robom in jezerom. Dva otoka v Bolsenskem jezeru, Bisentina in Martana, sta nastala iz izbruhanega tufa v izbruhih podobnih pompejskemu. Na desetine drugih tufskih stožcev je na območju, predvsem na vzhodni strani kompleksa.

## Tufni stožci
Tufni stožci v okrožju : 
- Monte Becco
- Isola Bisentina
- La Dogana
- Monte Evangelista, 633 m
- Isola Martana
- Molino
- Montefiascone
- Monte Montione
- Valentano
- Monte Pilato
- Monte Rosso
- Santa Luce
- Santa Maria di Sala
- Selva del Lamone
- Monte Semonte
- Monte Spinaio
- Monte Bandinio